# Acraea punctimarginea
Acraea punctimarginea is een vlinder uit de familie van de Nymphalidae. De wetenschappelijke naam van de soort is voor het eerst gepubliceerd in 1956 door Elliot Charles Gordon Pinhey.
De soort komt voor in de bossen van Noordoost-Tanzania, tussen 200 en 350 meter boven zeeniveau.